# Склерофітні чагарники Підвітряних островів
Склерофітні чагарники Підвітряних островів (ідентифікатор WWF: NT1310) — неотропічний екорегіон пустель і склерофітних чагарників, розташований на Карибах.

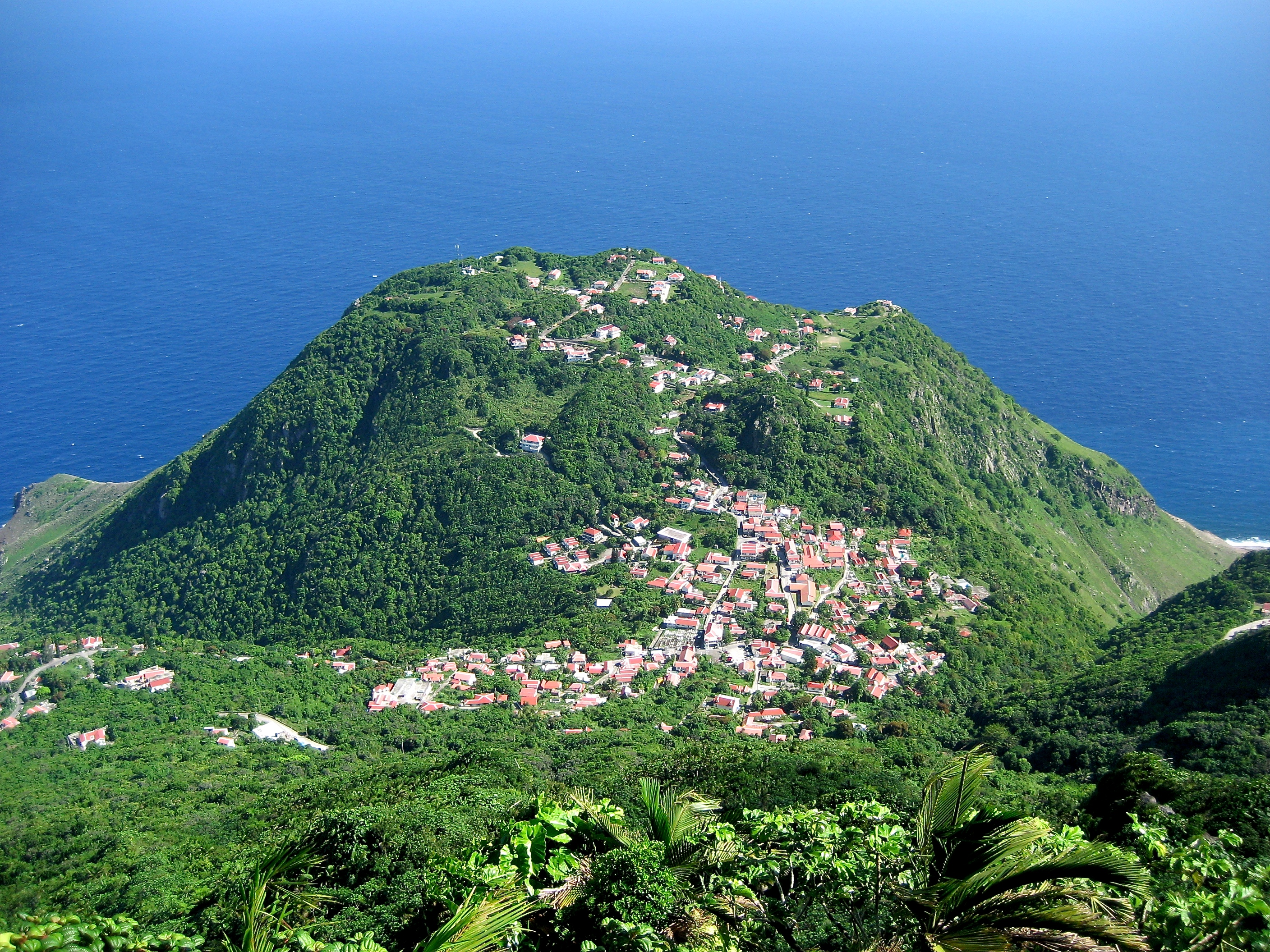
Ландшафт Саби

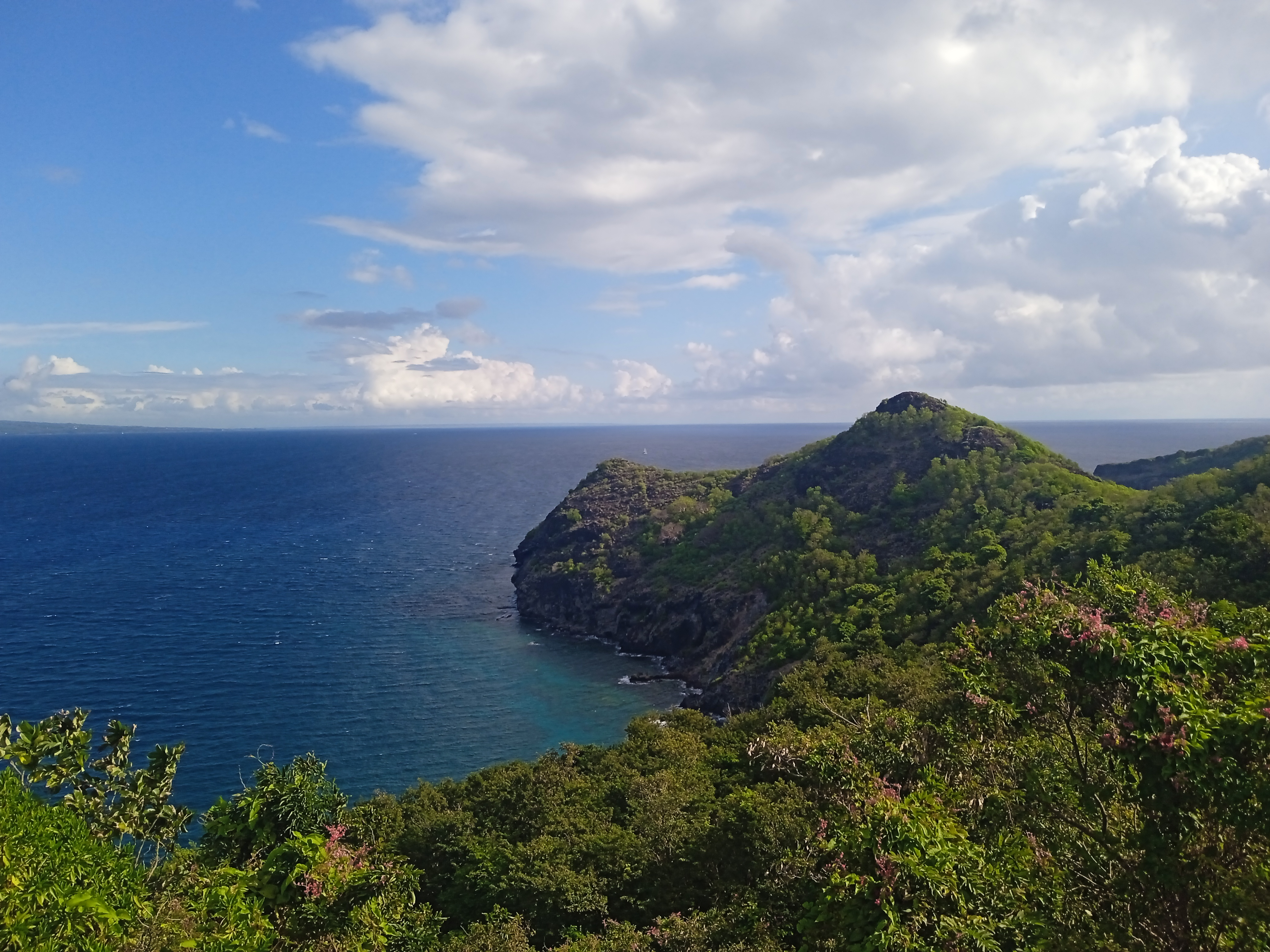
Узбережжя островів Ле-Сент

## Географія
Екорегіон склерофітних чагарників Підвітряних островів розташований на Підвітряних островах, які складають північну частину Малих Антильських островів. Ці вулканічні острови простягаються двома паралельними дугами з північного заходу на південний схід. Більш високі й вологі острови внутрішньої (західної) дуги переважно є активними вулканами, тоді як більш посушливі й низькі острови зовнішньої дуги переважно являють собою вкриті вапняком вершини затоплених згаслих вулканів.
На північному заході регіону, на схід від Пуерто-Рико, розташовані Віргінські острови. Цей архіпелаг є частиною Зовнішньої дуги і включає понад 100 островів, зокрема Сент-Томас, Сент-Джон, Тортолу, Ангеаду та Вірджин-Горду. Найбільшим островом архіпелагу є Санта-Крус, який розташований на 60 км південніше і є частиною Внутрішньої дуги.
До складу Підвітряних островів також входять острови Саба, Сінт-Естатіус, Сент-Кіттс, Невіс, Редонда та Монтсеррат, які складають Внутрішню дугу, та острови Ангілья, Сен-Мартен, Сен-Бартелемі, Барбуда та Антигуа, які складають паралельну Зовнішню дугу. Найпівденнішим в групі Підвітряних островів є архіпелаг Гваделупа, у якому сходяться Внутрішній і Зовнішній пояси. Основу Гваделупи складають острови Бас-Тер та Гранд-Тер, розділені вузькою протокою Рів'єр-Сале, ширина якої подекуди становить лише 50 м. Також до складу Гваделупи входить острів Ля-Десірад, розташований східніше, та острови Марі-Галан і Ле-Сент, розташовані південніше.
Адміністративно Віргінські острови розділені між Американськими Віргінськими островами — острівною територією США та Британськими Віргінськими островами — заморською територією Великої Британії. Заморськими територіями Британії також є Ангілья і Монтсеррат, тоді як Гваделупа і Сен-Бартелемі є заморськими володіннями Франції. Сен-Мартен, північна половина острова Сен-Мартен, також є заморським володінням Франції, а Сінт-Мартен, його південна половина, належить Нідерландам. Частиною Нідерландів також є острови Саба та Сінт-Естатіус, які разом з Сінт-Мартеном відомі як острови ССС. Острови Антигуа, Барбуда і Редонда складають незалежну державу Антигуа і Барбуда, а острови Сент-Кіттс і Невіс — державу Сент-Кіттс і Невіс.
Вулканічна дуга Малих Антильських островів утворилася внаслідок субдукції Карибської плити під Південноамериканську плиту. Вулканічна активність триває на островах Внутрішньої дуги. З геологічної точки зору їх основу складають неогенові та четвертинні андезити, лавові потоки та пірокластичні відклади. На деяких островах Внутрішньої поясу, зокрема на Сінт-Естатіусі, Сент-Кіттсі та Монтсерраті, зустрічаються пліоценові та плейстоценові вапняки. Основу островів Зовнішньої дуги складають форміферові або оолітові вапняки.
Екорегіон склерофітних чагарників Навітряних островів охоплює посушливі прибережні райони на сході Віргінських островів, прибережні райони Монтсеррату та Сент-Кіттсу, західне узбережжя Бас-Теру, більшу частину Ангільї, Барбуди, Антигуа, Гранд-Тера та Марі-Галана, а також повністю охоплює острови Сен-Мартен, Саба та Ле-Сент. Більш вологі внутрішні райони багатьох Підвітряних островів є частиною екорегіонів вологих лісів Підвітряних островів та сухих лісів Малих Антильських островів, а деякі прибережні ділянки входять до екорегіону ]]Мангри Малих Антильських островів|мангрів Малих Антильських островів]].

## Клімат
На більшій частині екорегіону переважає мусонний клімат (Am за класифікацією кліматів Кеппена) або саванний клімат (Aw за класифікацією кліматів Кеппена). Панівними вітрами в регіоні є північно-східні пасати, по відношенню до яких архіпелаг знаходиться з підвітряної сторони. Влітку та восени в регіоні триває сезон дощів, під час якого часто трапляються урагани та тропічні шторми. Середньорічна кількість опадів в регіоні коливається від 1000 до 1600 мм.

## Флора
В межах екорегіону зустрічаються різноманітні рослинні угруповання — від луків, поширених на піщаних ґрунтах над верхньою лінією пляжу, та невисоких чагарникових заростей, до саван і прибережних лісів (перехідних угруповань між саванами та сухими або вологими тропічними лісами). Структура та видовий склад рослинності залежать від ширини та висоти пляжів та ступеня втручання людини.
Рослинні угруповання в екорегіоні часто пов'язані з колишнім сільськогосподарським використанням земель. У районах, які раніше були перетворені на плантації бавовнику або цукрової тростини, часто зустрічаються нільські акації (Vachellia nilotica), великоколючкові акації (Vachellia macracantha), покручені акації (Vachellia tortuosa) та солодкі акації (Vachellia farnesiana). Ліси, які раніше використовувалися для виробництва деревного вугілля, тепер містять запашні гуапіри (Guapira fragrans) та різні види бурзер (Bursera spp.). Для саван характерні чилійські мескіти (Prosopis chilensis), яблучні гуаяви (Psidium guajava) та різні види акацій (Vachellia spp.).

## Фауна
Серед птахів, що зустрічаються в чагарниках екорегіону, слід відзначити пурпуровошийого голуба (Patagioenas squamosa), антильську зенаїду (Zenaida aurita), американського сича (Athene cunicularia), карибську еленію (Elaenia martinica), чорновусого віреона (Vireo altiloquus), антильського пересмішника (Allenia fusca), жовтодзьобого пересмішника (Margarops fuscatus), чорноволого потроста (Melanospiza bicolor) та церебу (Coereba flaveola). Ендеміками екорегіону є барбудські пісняри-лісовики (Setophaga subita), поширені на Барбуді. Майже ендемічними представниками регіону є пуерто-риканські колібрі-манго (Anthracothorax aurulentus), карибські колібрі (Eulampis holosericeus), чубаті колібрі (Orthorhyncus cristatus), сірі пісняри-лісовики (Setophaga plumbea), малі вівсянки-снігурці (Loxigilla noctis) та антильські зернолуски (Saltator albicollis).
Прості острівні екосистеми, як-от ті, що існують на Підвітряних островах, стимулюють еволюцію, що призводить до більшого відсотка ендемічних видів. Однак ендеміки рідко мають великі популяції і тому більш вразливі до знищення або деградації природних оселищ. Рівень ендемізму на Малих Антильських островах пов'язаний з розмірами островів, різноманіттям природного середовища та відстанню від материка чи іншого острова. Таким чином, великі острови, такі як Гваделупа, мають відносно високий рівень біорізноманіття та більший ступінь ендемізму флори та фауни. Приклади цього можна побачити серед герпетофауни екорегіону. Саба, найменший острів екорегіону, є домом для лише одного виду земноводних — антильської листкової жаби (Eleutherodactylus johnstonei), та лише для одного виду ендемічних ящірок — сабанського аноліса (Anolis sabanus). Натомість острів Гранд-Тер, що є частиною Гваделупи, вирізняється найбільшим на Малих Антильських островах різноманіттям серед земноводних. Також острів Гранд-Тер є домом для ендемічної гранд-терської мабуї (Mabuya grandisterrae). Серед інших ендемічних плазунів, поширених в екорегіоні, слід відзначити ангеадську скельну ігуану (Cyclura pinguis), амейву Ценскі (Pholidoscelis corax), санта-круського сцинка (Spondylurus magnacruzae), ангільського сцинка (Spondylurus powelli), малого віргінського сцинка (Spondylurus semitaeniatus), бронзового віргінського сцинка (Spondylurus sloanii), керротського сцинка (Spondylurus macleani), пантерового аноліса (Anolis leachii), десірадського аноліса (Anolis desiradei), аноліса Ернеста (Anolis ernestwilliamsi), ангільського гекона (Sphaerodactylus parvus), санта-круського гекона (Sphaerodactylus beattyi), вірджин-гордського гекона (Sphaerodactylus parthenopion), ангеадського сліпуна (Antillotyphlops catapontus) та тер-де-оського полоза (Alsophis sanctonum).
Єдиними місцевими ссавцями в екорегіоні є рукокрилі, серед яких слід відзначити звичайних молосів (Molossus molossus), антильських плодоїдів (Brachyphylla cavernarum) та ямайських плодоїдів (Artibeus jamaicensis). Усі місцеві ендемічні гризуни, які раніше зустрічалися на Малих Антильських островах, зокрема велетенські барбудські рисові хом'яки (Megalomys georginae) та сент-кіттські хом'яки (Pennatomys nivalis), вимерли незабаром після появи на островах численних інвазивних ссавців. На Малі Антильські острови були інтродуковані свійські кози і свині, свійські коти (Felis catus), хатні миші (Mus musculus), чорні пацюки (Rattus rattus), сірі пацюки (Rattus norvegicus) та зелені мартишки (Chlorocebus sabaeus), які мали значний вплив на місцеву флору і фауну. Особливо руйнівний вплив мала інтродукція хижих малих мангустів (Urva auropunctata). Ці тварини початково були завезені для боротьби з гризунами, однак їх поява в регіоні призвела до вимирання низки видів плазунів.

## Збереження
Відмова від вирощування цукрової тростини та бавовнику на деяких островах екорегіону призвела до значного збільшення обсягу тваринництва та до збільшення випасу великої і дрібної рогатої худоби. Надмірний випас кіз є основною причиною знищення лісів та чагарників екорегіону. Іншими загрозами для збереження природи регіону є полювання на диких тварин, а також розчистка земель від дерев і чагарників для будівництва доріг та інфраструктури, яка призводить до значної ерозії ґрунтів. Неконтрольований видобуток пляжного піску в деяких частинах екорегіону в поєднанні з неконтрольованим скидом стічних вод привертає увагу до необхідності суворого регулювання природних ресурсів та заходів щодо їх збереження.
Загалом близько 28 % площі екорегіону є заповідними територіями. Основними природоохоронними територіями екорегіону є Національний парк Віргінських островів на Американських Віргінських островах та Гваделупський національний парк на Гваделупі.